# Chott el-Jérid
Le Chott el-Jérid (arabe : شط الجريد, également appelé Shaṭṭ al Jarīd, Sciott Gerid et Shott el Jerid,,,, est un chott ou lac salé, et la plus vaste plaine saline ou sebkha tunisienne avec une superficie d'environ 5 000 km2. Il s'agit de la plus grande des sebkhas du Maghreb.
Le 7 novembre 2007, le site est désigné site Ramsar. Le 28 mai 2008, le gouvernement tunisien propose le site pour un futur classement sur la liste du patrimoine mondial de l'Unesco.

## Localisation
Long de près d'une centaine de kilomètres d'est en ouest, le Chott el-Jérid se prolonge à sa pointe orientale par le Chott el-Fejaj. Déployé sur un axe est-ouest entre Nefta à l'ouest et El Hamma à l'est, l'ensemble couvre pratiquement la largeur du Sud tunisien, entre le golfe de Gabès et la frontière algérienne, respectivement distants du chott d'une vingtaine de kilomètres. Le Chott el-Gharsa en Tunisie puis le Chott Melrhir en Algérie terminent cet ensemble de dépressions fermées à évaporation intense. Le Jérid, le Fejaj et le Gharsa sont « de vastes sebkhas. Mais on continuera à les désigner par le nom de chott consacré par l'usage ». 
Le Chott el-Jérid est situé dans un creux synclinal, à la limite entre les chaînons montagneux tunisiens et la plateforme saharienne. Son altitude actuelle est de 15 à 20 mètres.

## Paysage

### Étendues aventureuses

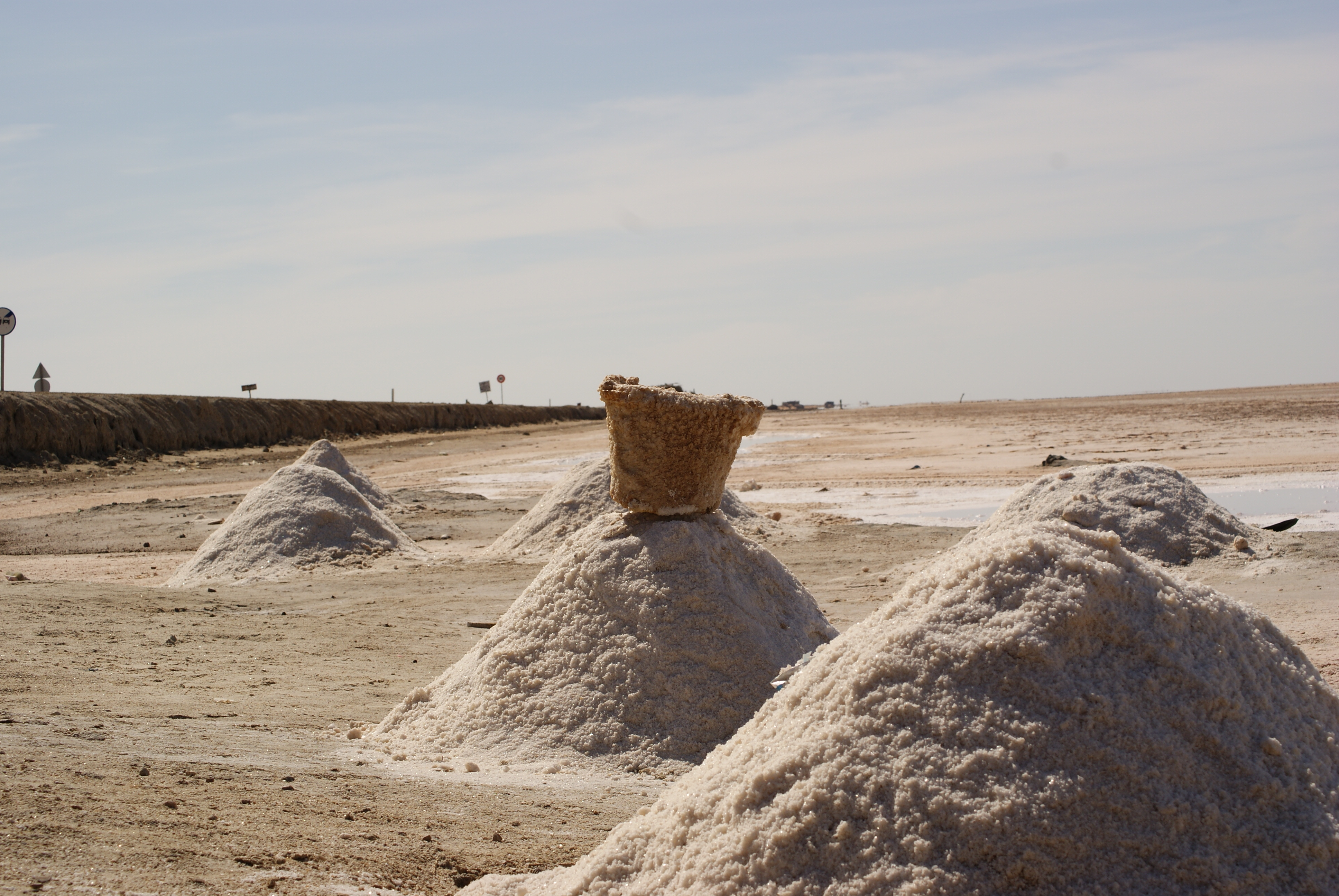
Sel récolté à la surface du chott.

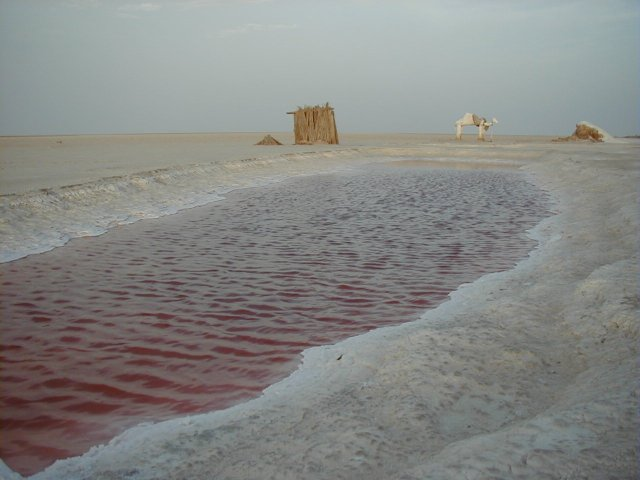
Aperçu du chott.

Le Jérid et le Fejaj ne possédant aucune altitude inférieure à 15 mètres, ils sont donc au-dessus du niveau de la mer, contrairement à une idée répandue et à la différence du Melrhir qui possède des altitudes négatives jusqu'à -30 mètres. La surface de l'intérieur des chotts est celle de sebkhas : couverte d'une croûte argileuse sans végétation, tapis constitué de cristallisations salines diverses et de sable agglomérés, et bordée, à la périphérie et sur des largeurs variables, par une steppe halophile (localement appelée hamdha) qui justifie l'appellation de chott proprement dite. Selon Hédi Ben Ouezdou, « pendant l'hiver, on peut observer une nappe superficielle d'épaisseur variable qui couvre les chotts. Par contre, au cours de la longue période sèche de l'été, la lame d'eau superficielle cède la place, après évaporation, à une mince pellicule de sel ».
Cette hamdha constitue le terrain de parcours des chameaux. À l'exception de quelques pistes aménagées, tout déplacement à l'intérieur du chott est imprudent surtout après les pluies (quand l'argile s'est transformée en vase). Une route, construite sur une digue traversant le Jérid, relie toutefois Kébili à Tozeur sur 80 kilomètres.
Une sebkha est une dépression surcreusée par déflation éolienne, qui élimine les particules d'argile floculées par le sel. La dépression est bordée par des chotts, c'est-à-dire des pâturages salés, qui par extension ont donné leur nom à toute la zone.

### Zones non dépourvues d'eau
« Le climat ayant changé à plusieurs reprises au cours du Quaternaire, les chotts se sont retrouvés, selon les périodes, soit des milieux le plus souvent à sec soit des lacs ». La pluviométrie actuelle se caractérise par son irrégularité d'une année sur l'autre mais la moyenne est généralement inférieure à 150 millimètres par an. Si les pluies d'hiver sont fréquentes mais relativement peu abondantes, elles peuvent, en octobre ou mars, constituer des petits « déluges localisés » riches en eaux de ruissellement des oueds. La présence d'eau dans les chotts n'est néanmoins pas due qu'à la pluviométrie : elle résulte également des nappes souterraines situées à faible profondeur. Deux nappes plus profondes sont enfouies dans les couches géologiques (correspondant au Crétacé inférieur, au Miocène et au Pliocène) à des profondeurs variant entre 300 mètres et 2 500 mètres.
Cependant, l'évaporation prélève jusqu'à sept fois plus d'eau qu'il n'en est apporté par les pluies, notamment au cours de la saison chaude où les températures varient entre 25 et 40 °C (pour une moyenne de 10 à 24 °C le reste de l'année) et où le souffle du sirocco, vent chaud et sec originaire du Sahara, suffit à élever la température d'une dizaine de degrés en quelques heures. « Au total, le climat est d'une aridité et d'une chaleur remarquables rapprochant la région plus du Sahara que de la steppe ».

## François Élie Roudaire et le mythe de la mer intérieure
L'alignement des chotts a suggéré l'idée de créer une mer intérieure en les remplissant par de l'eau de mer, notamment au XIXe siècle, lorsque « le commandant Roudaire a proposé d'inonder les chotts et de créer une mer intérieure en ouvrant une communication entre le golfe de Gabès et le Chott el-Gharsa au moyen d'un canal qui, après avoir percé le seuil de Gabès (ou celui de l'oued Melah plus au nord), traverserait le Chott el-Jérid et franchirait le seuil de Tozeur ». Le projet est abandonné en 1882 pour des raisons financières mais aussi techniques, compte tenu de l'élévation positive des côtes des chotts el-Jérid et el-Fejaj. Cette aventure inspire Jules Verne dont le livre L'Invasion de la mer constitue le dernier manuscrit qu'il ait retravaillé avant sa mort en 1905.
Dès 2010, le gouvernement tunisien considère réaliser un projet de connexion permanente entre la mer Méditerranée et le Chott el-Jérid qui s'est concrétisé par la création de l'association Cooperation Road et de l'approbation de son projet en 2018.

## Culture populaire

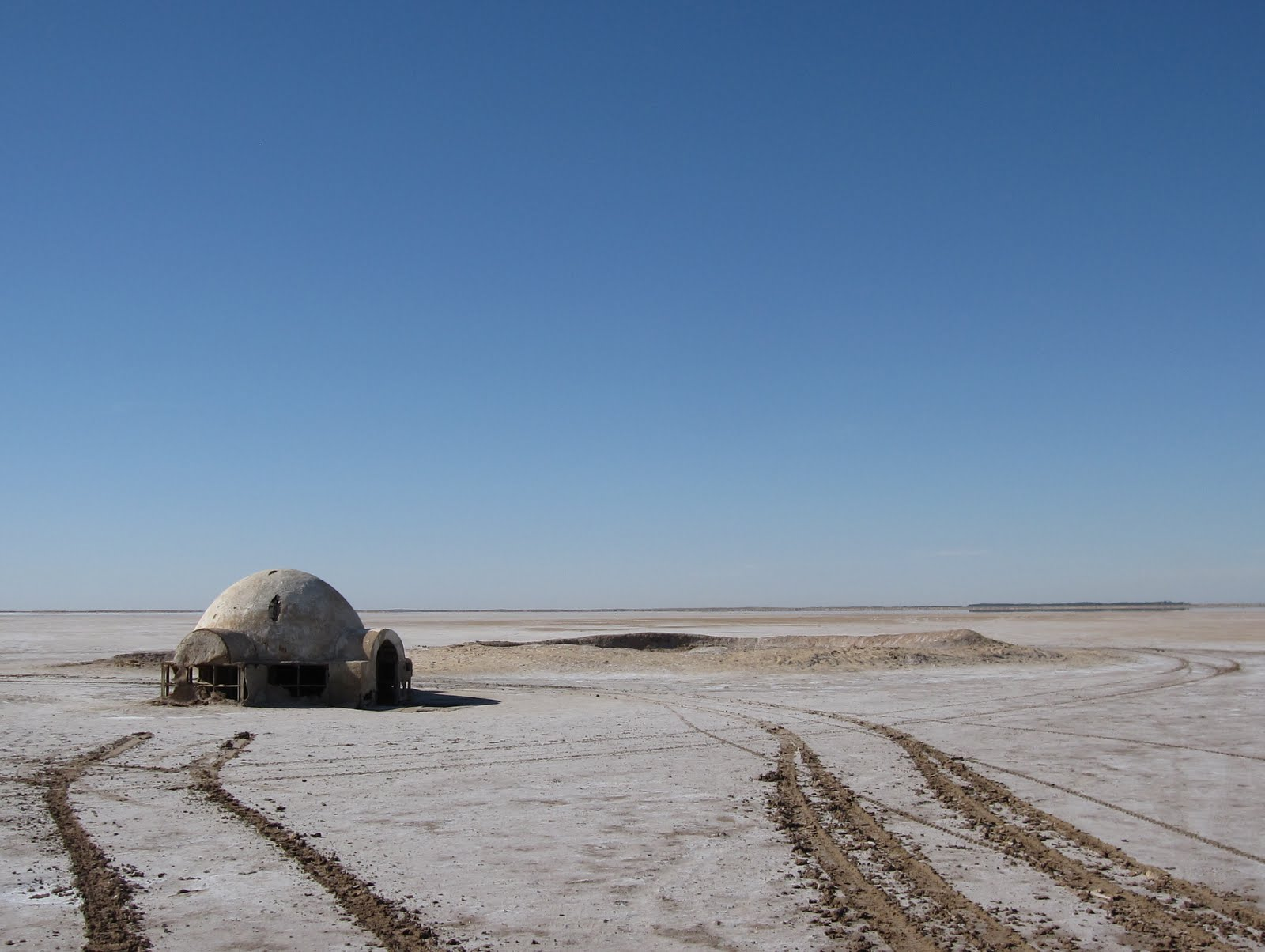
Restes de décors de la série Star Wars sur le Chott el-Jérid.

Les paysages du chott apparaissent dans plusieurs épisodes de Star Wars : les scènes extérieures de la résidence d'Owen Lars, située sur Tatooine, sont en effet filmées sur un site au sud-ouest de Nefta.
La mythologie grecque donne pour lieu de naissance d'Athéna, le lac Triton, qui serait l'actuel Chott el-Jérid